# Ogue

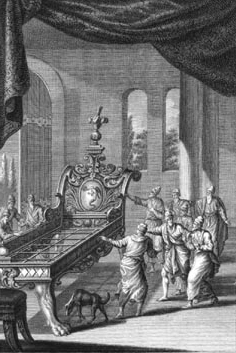
A cama de Ogue (gravura de cerca de 1770, por Johann Balthasar Probst)

De acordo com vários livros do Antigo Testamento, Ogue ("gigantesco", em hebraico:  עוג, cog ˈʕoːɡ; em árabe: عوج, cogh [ʕoːɣ]) foi um antigo rei amorita de Basã, que, juntamente com seu exército, foi morto por Moisés e seus homens na batalha de Edrei (provavelmente moderna Daraa, Síria). A cronologia interna da história deuteronomista e a Torá sugerem que a ruina de Ogue e a conquista de Canaã por Israel ocorreu em torno de c. 1500-1200 aC.
Ogue, na religião islâmica, é mencionado no Alcorão como sendo um gigante, com cerca de 4,00 metros de altura. A Bíblia não cita qual era à altura real do gigante dos amoritas, apenas descreve que sua cama era feita de ferro, e tinha nove côvados de comprimento por quatro de largura (Deuteronômio 3:11) ou seja tinha por volta de 4,05 metros de comprimento e 1,80 metros de largura.